# Hidden Stash III
Albums de Kottonmouth Kings
Koast II Koast
(2006) Cloud Nine
(2007)
Hidden Stash III est une compilation des Kottonmouth Kings, sortie le 21 novembre 2006.
L'album s'est classé 12e au Top Independent Albums.

## Liste des titres
| 1.  | Gone Git High          | D-Loc, Daddy X et Johnny Richter      | 4:14 |
| 2.  | Still Smokin'          | Kottonmouth Kings featuring Saint Dog | 4:01 |
| 3.  | Feels So Good          | D-Loc                                 | 3:31 |
| 4.  | Things I Do, Pt. 2     | Johnny Richter                        | 3:14 |
| 5.  | The Underground        | Daddy X et Big B                      | 3:20 |
| 6.  | That's How It Goes     | Kingspade                             | 3:35 |
| 7.  | Chronic Weed           | Johnny Richter et Judge D             | 3:13 |
| 8.  | Legalize or Legal Lies | Daddy X et Pakelika                   | 2:41 |
| 9.  | Dust to Dust           | D-Loc et Judge D                      | 3:11 |
| 10. | Police Story           | Kottonmouth Kings                     | 3:40 |
| 11. | One Life               | Daddy X, Johnny Richter et Judge D    | 4:07 |
| 12. | Pimpin' Lessons        | Kottonmouth Kings                     | 3:19 |
| 13. | Set Me Free            | Daddy X et Saint Dog                  | 4:14 |
| 14. | Karma                  | Kottonmouth Kings                     | 4:00 |
| 15. | Hit That               | Johnny Richter et Big B               | 3:34 |
| 16. | The Bomb               | Daddy X                               | 3:36 |
| 17. | Same Ole Story         | Daddy X et Dirtball                   | 3:00 |
| 18. | My Selecta             | DJ Bobby B et Dog Boy                 | 6:19 |

| No  | Titre                  | Interprète(s)                                | Durée |
| --- | ---------------------- | -------------------------------------------- | ----- |
| 1.  | Hidden Stash           | Kingspade                                    | 3:38  |
| 2.  | Keepa Lookout          | D-Loc, Johnny Richter et Judge D             | 3:58  |
| 3.  | Somethin 4 Your Stereo | Daddy X et Saint Dog                         | 4:47  |
| 4.  | Stick Together (Remix) | Kottonmouth Kings                            | 4:35  |
| 5.  | Last Daze              | Daddy X, Dog Boy et Big B                    | 3:24  |
| 6.  | Let's Ride             | D-Loc, Daddy X et Johnny Richter             | 3:47  |
| 7.  | Remember Me            | Big B et D-Loc                               | 3:10  |
| 8.  | Lottery (Remix)        | Kottonmouth Kings                            | 5:00  |
| 9.  | Batter Swang           | Daddy X et Dirtball                          | 3:20  |
| 10. | Lady Killer            | Johnny Richter                               | 3:04  |
| 11. | Losin' Streak          | Daddy X et Judge D                           | 2:54  |
| 12. | Flyin' High            | Daddy X, Pakelika, Dirtball et Chucky Styles | 3:30  |
| 13. | Summertime             | Johnny Richter, Big B et Saint Dog           | 4:00  |
| 14. | Power Trippin'         | Daddy X et Judge D                           | 3:41  |
| 15. | Money                  | Daddy X                                      | 3:40  |
| 16. | Rip N Tear             | Daddy X, Chucky Styles et Saint Dog          | 3:43  |
| 17. | Peace of Mind (Remix)  | Kottonmouth Kings                            | 3:46  |
| 18. | Wake N Bake            | Kottonmouth Kings                            | 4:19  |

| 1.  | Everybody Move                    | Kottonmouth Kings                 | 4:20 |
| 2.  | It Feels So Good                  | D-Loc                             | 3:35 |
| 3.  | Where's the Weed At?              | Kottonmouth Kings                 | 5:00 |
| 4.  | Put It Down                       | Kottonmouth Kings et Cypress Hill | 4:17 |
| 5.  | Peace of Mind                     | Kottonmouth Kings                 | 3:47 |
| 6.  | King Klick                        | Kottonmouth Kings                 | 4:10 |
| 7.  | Neva Stop                         | Kottonmouth Kings                 | 4:02 |
| 8.  | Enjoy (Live)                      | Kottonmouth Kings                 | 3:47 |
| 9.  | Get Ready                         | Hed PE                            | 3:03 |
| 10. | Mayday                            | Subnoize Souljaz                  | 4:21 |
| 11. | Just Me                           | Dirtball                          | 2:39 |
| 12. | Uncle Sam                         | Subnoize Souljaz                  | 5:05 |
| 13. | Road Rage                         | Mower                             | 2:00 |
| 14. | Weapon X                          | X-Clan                            | 2:58 |
| 15. | Let Us Know                       | Subnoize Souljaz                  | 3:39 |
| 16. | Local Dub                         | Too Rude                          | 3:48 |
| 17. | My Show                           | Dirtball                          | 3:12 |
| 18. | Mindbender                        | Daddy X                           | 3:25 |
| 19. | White Trash Renegade              | Big B                             | 3:33 |
| 20. | Party                             | OPM                               | 3:43 |
| 21. | Luffy                             | OPM                               | 3:07 |
| 22. | Freedom                           | Daddy X et Corporate Avenger      | 5:47 |
| 23. | Lou Dog Presents "Koast II Koast" | Kottonmouth Kings                 | 8:01 |